# Papp Éva (színművész, 1958)
Papp Éva (Nagybánya, 1958. március 25. –) színésznő, egyetemi oktató.

## Életútja
1981-ben végzett a marosvásárhelyi egyetem Szentgyörgyi István Színművészeti Intézetében. A Szatmárnémeti Északi Színházhoz szerződött. A kitűnően éneklő és táncoló művésznő drámai erejű alakításaival is sikert aratott.
1981-ben tragikus baleset érte. Felfelé ívelő pályafutásának ez vetett véget: 1991 óta mozgásában korlátozott, ezért a Marosvásárhelyi Művészeti Egyetemen beszédtechnikát és beszédművészetet tanít színészhallgatóknak. 2005-ben (tudományos doktorival egyenértékű) DLA-fokozatot szerzett a budapesti Színház- és Filmművészeti Egyetemen. Egyetemi adjunktus (2011-es adat Archiválva 2016. március 12-i dátummal a Wayback Machine-ben).

## Családja
Férje Kilyén László Attila, színművész.

## Fontosabb szerepei

### Az egyetem Stúdió Színházában
- 1980

Arabella (Sütő András: Káin és Ábel)
Juhász Katalin (Fejes-Presser: Jó estét nyár, jó estét szerelem)
Vera (Vampilov: Vadkacsavadászat)
- 1981

Mandikó (Popescu: Kerti törpe)

### A szatmárnémeti Északi Színházban
- 1984

Kikiáltó (Fejes-Presser: Jó estét nyár, jó estét szerelem)
- 1986

Olga (Heltai Jenő: A tündérlaki lányok)
- 1987

Crina (Sorbul: Vérvörös szenvedély)
- 1988

Lena (Musatescu. Titanic keringő)
Laura (T. Williams: Üvegfigurák)